# Quadricalcarifera coreana
Quadricalcarifera coreana är en fjärilsart som beskrevs av Matsumura 1929. Quadricalcarifera coreana ingår i släktet Quadricalcarifera och familjen tandspinnare. Inga underarter finns listade.